# Pernovo
Pernovo este o localitate din comuna Žalec, Slovenia, cu o populație de 482 de locuitori.